# Réserve naturelle de Kourilski
La réserve naturelle de Kourilski (en russe : Курильский заповедник) ou  zapovednik Kouriliski est une réserve de l'État. Elle a été créée par le décret № 47, lors du conseil des ministres du 10 février 1984, à l'époque de la République socialiste fédérative soviétique de Russie. Elle se situe sur l'île Kounachir et les îles Kouriles méridionales, dans le raïon de Ioujno-Kourilsk, oblast de Sakhaline, fédération de Russie. Sa superficie est de 65 365 ha mais la zone protégée s'étend jusqu'à 73 475 ha. L'administration de la réserve est située dans le centre urbain de Ioujno-Kourilsk.
La création de la réserve a pour objectif de préserver et d'étudier le cours naturel des processus et phénomènes de la nature, la génétique de la flore et de la faune, les genres et espèces de plantes et d'animaux, le système écologique unique du sud des îles Kouriles qui est unique au monde.
La réserve se compose de trois zones différenciées comme suit :
- le nord de l'île Kounachir (superficie de 49 899 ha). La partie nord-ouest est située sur les contreforts des montagnes de la chaine de Dokoutchaev avec son volcan en activité Rouroui (ru) (1 485 m). La partie sud-est est occupée par le volcan Tyatya (1 819 m) avec une terrasse côtière située à 30-50 m au-dessus du niveau de la mer ;
- le sud de l'île Kounachir (superficie de 15 366 ha). Il diffère de la partie nord par un relief moins accidenté et des différences d'altitudes plus faibles. La partie centrale est occupée par la caldeira du volcan Golovnin (en) (541 m). Au fond de la caldeira se trouvent deux lacs d'eau chaude bouillante ;
- la petite chaîne des Kouriles (superficie de 100 ha occupe les îles Oskolki et Diomina. Elle se caractérise par la présence de petits ilots de hauteur importante qui sont dénudés et forment un prolongement géomorphologique de la péninsule de Nemuro (à l'est de l'île d'Hokkaïdo).

Le territoire de l'île Kounachir et la petite chaîne des Kouriles font l'objet du contentieux relatif aux îles Kouriles entre la Russie et le Japon.

## Flore et faune
L'essentiel de la couverture végétale est constituée de forêts, qui occupent plus de 70 % du territoire de la réserve.
Sur le territoire de la réserve habitent 227 espèces d'oiseaux (dont 107 nidifient), et 29 espèces de mammifères.
84 espèces sont incluses dans le Livre rouge de Russie.

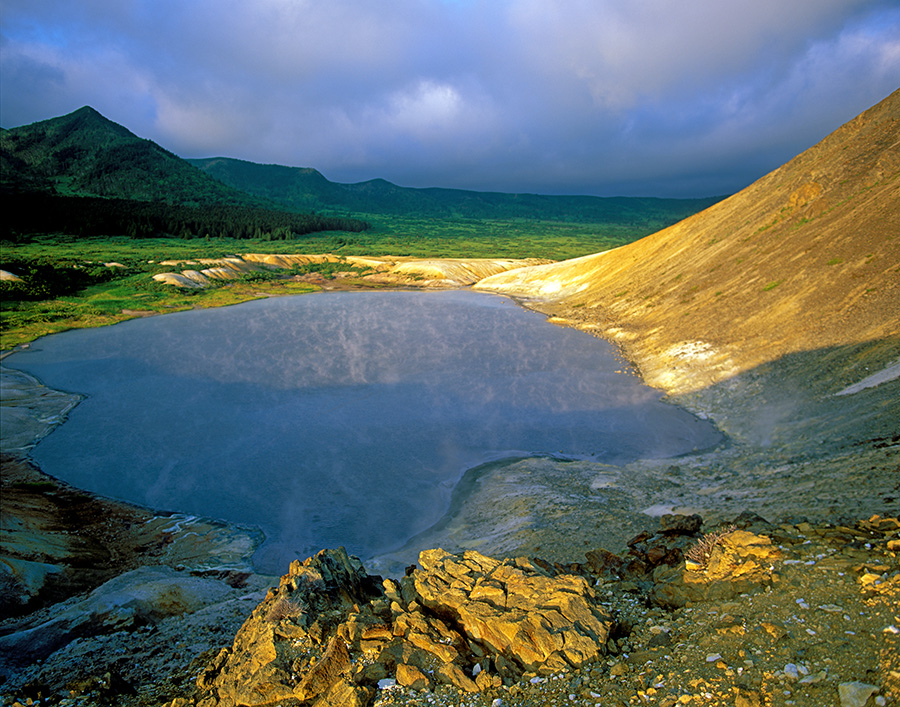
lac d'eau bouillante Lac Kipiachtchee dans la caldeira du volcan Golovnin sur l'île de Kounachir

### Plantes
107 espèces de plantes vasculaires se développent dans la réserve et les zones protégées. Elles ont des statuts de protection différents et son répertoriées dans le Livre rouge de l'oblast de Sakhaline, dans le Livre rouge de Russie et dans la Liste rouge de l'UICN. Ainsi sur le territoire de la Russie, rien que sur l'île de Kounachir on peut trouver le Betula maximowicziana Regel, le Bothrocaryum controversum, le Magnolia obovata, le Magnolia hypoleuca, l'érable du Japon (Acer japonicum Thunb.), le Tilia maximowicziana.

### Faune
Parmi les espèces de la réserve incluses dans le livre rouge de Russie, se trouvent 5 espèces d'invertébrés et 37 espèces de vertébrés, 1 espèce de poissons et 2 espèces de reptiles, 3 espèces de mammifères et 33 espèces d'oiseaux. Dans la liste rouge de l'UICN on retrouve comme animaux de la réserve : la loutre de mer (Enhydra lutris), le lion de mer de Steller (Eumetopias jubatus), le Phoca vitulina stejnegen (Phoca vitulina kurilensis)), le grand-duc de Blakiston (Ketupa blakistoni), la grue du Japon (Grus japonensis). Le lion de mer et le phoque des Kouriles forment de grandes colonies sur le territoire de la réserve durant l'été. La grue du Japon niche chaque année sur le territoire forestier d'Aliokhinski. Le hibou grand-duc nidifie sur tout le territoire de la réserve.

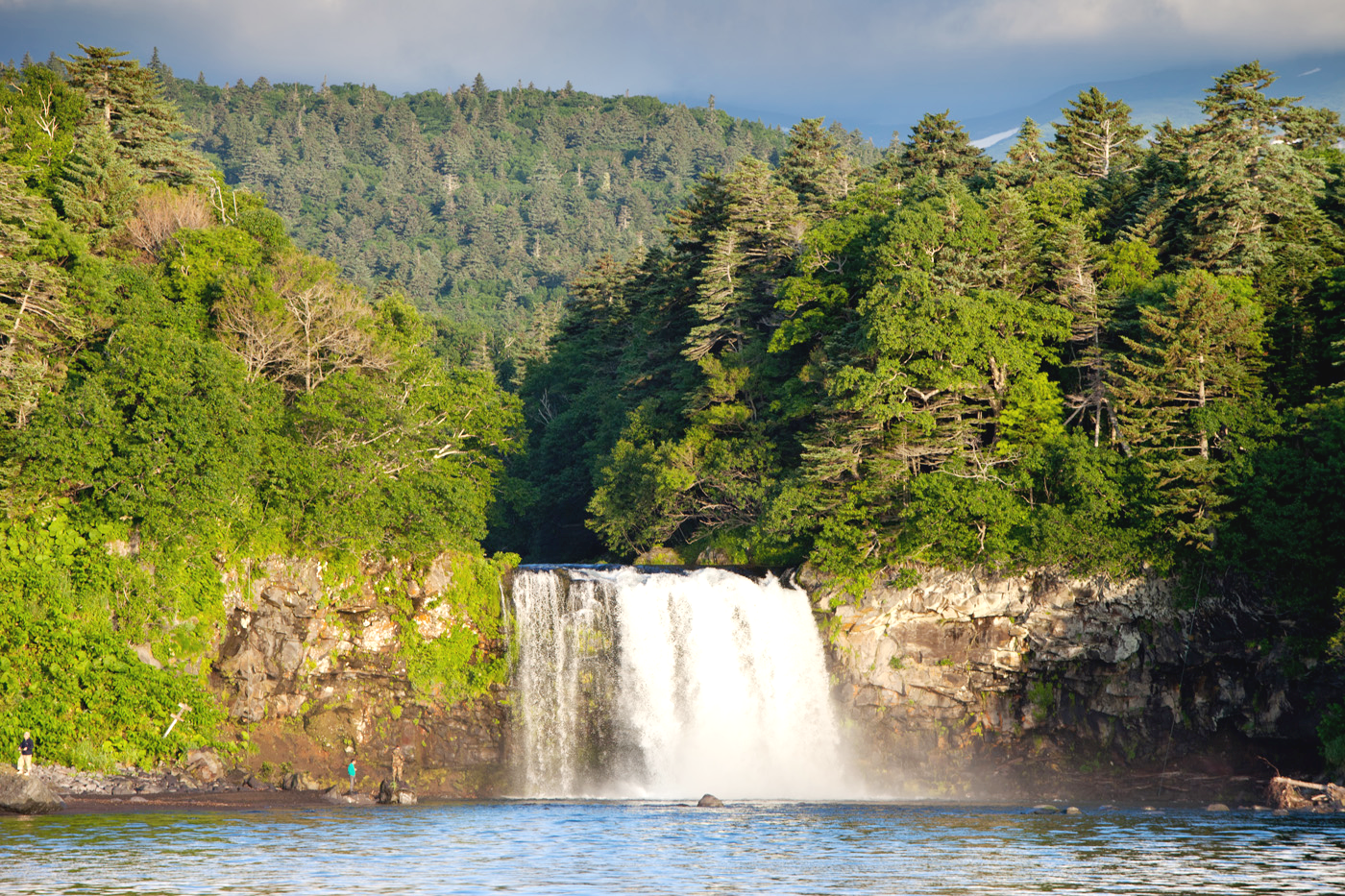
Chute d'eau de Ptitchi sur l'île de Kounachir

grand-duc de Blakiston

### Curiosités naturelles
- Caldeira du volcan Golovnin
- volcan Tyatya
- Chutes d'eau de Ptitchi
- Sources Neskoutchenskie
- Cap de Stolbtchati au sud de l'île de Kounachir

### Monuments
Il existe 66 monuments archéologiques et ethnographiques sur le territoire de la réserve et des zones protégées parmi lesquels des sites antiques des Aïnous).